# Мюррей, Дэвид, 2-й граф Мэнсфилд
Дэвид Мюррей, 2-й граф Мэнсфилд, 7-й виконт Стормонт (англ. David Murray, 2nd Earl of Mansfield; 9 октября 1727 — 1 сентября 1796) — британский дипломат и политик. Он был известен как 7-й виконт Стормонт с 1748 по 1793 год.

## Происхождение и образование
Родился 9 октября 1727 года. Старший сын Дэвида Мюррея, 6-го виконта Стормонта (1690—1748), и его жены Энн Стюарт (1703—1735). Лорд — главный судья Уильям Мюррей, 1-й граф Мэнсфилд, был его дядей по отцовской линии и наставником.
23 июля 1748 года после смерти своего отца Дэвид Мюррей унаследовал семейное поместье, а также титулы 7-го виконта Стормонта и 5-го лорда Балверда. Родовой резиденцией виконтов Стормонт был Скунский дворец.
Он получил образование в Вестминстерской школе (Вестминстер, Лондон) и колледже Крайст-черч, Оксфордский университет, Оксфорд.

## Дипломатическая карьера

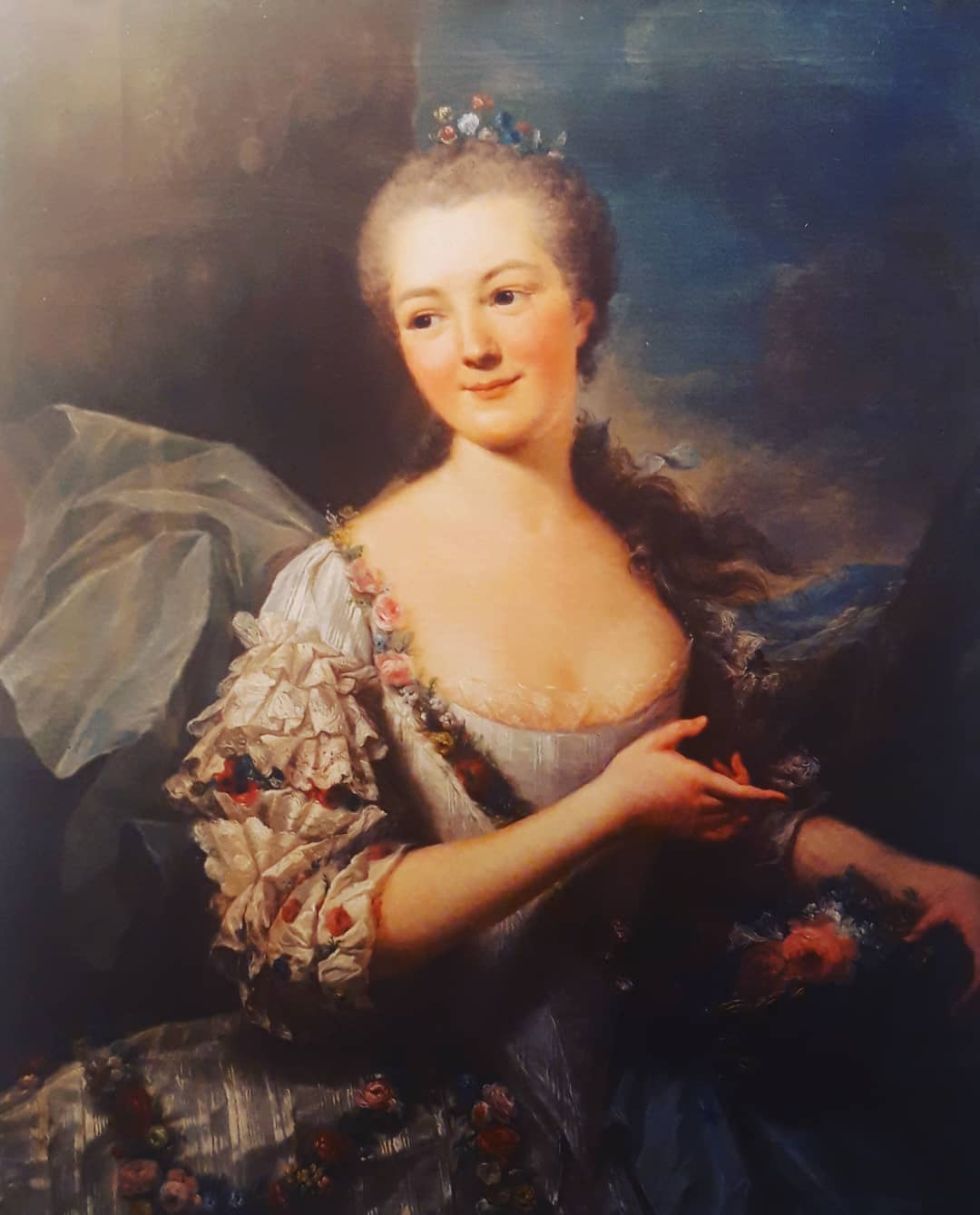
Графиня Генриетта фон Бюнау, Марчелло Баччарели

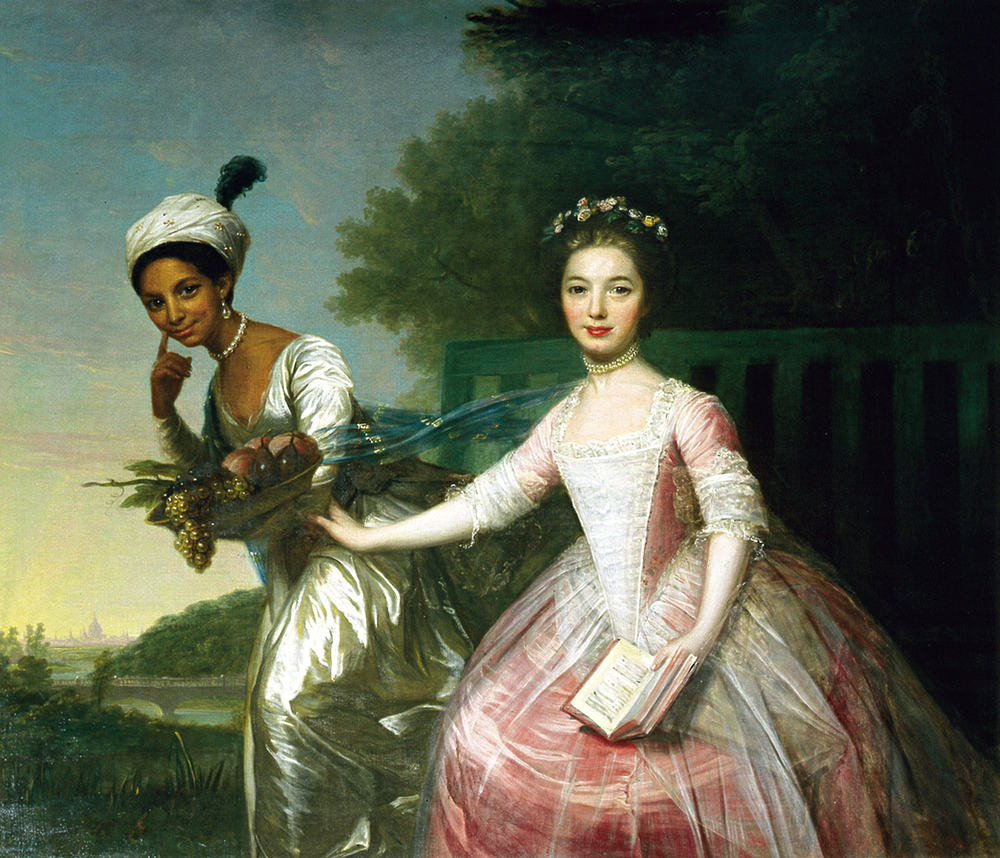
Дайду Элизабет Белль (1761—1804) и леди Элизабет Мюррей (1760—1825), ранее жившие в Кенвуде, теперь в Скунском дворце.

При поддержке своего дяди и наставника Уильяма Мюррея, 1-го графа Мэнсфилда, виконт Стормонт избрал для себя дипломатическую карьеру. С 1755 по 1763 год виконт Стормонт служил послом Великобритании при дворе Августа III Веттина, курфюрста Саксонии и короля Речи Посполитой.
Он был избран пэром-представителем Шотландии в 1754 году. Он также стал другом на всю жизнь в лице 3-го герцога Портленда, когда его отправили учиться у Стормонта на год в Варшаву по просьбе дяди Стормонта и герцогини Портленда.
Когда прусский король Фридрих II Великий вторгся в Саксонию, курфюрст Саксонский был вынужден уехал из Дрездена в Варшаву, столицу Речи Посполитой. За ним последовал виконт Стормонт, ранее он встретил в Дрездене немецкую саксонскую императорскую графиню (рейхсграфину), ее звали Генриетта Фредерика фон Бюнау, дочь императорского графа Генриха фон Бюнау. Они поженились в Варшаве, Польша, в 1759 году.
С 1763 по 1772 год виконт Стормонт работал послом Великобритании в Вене, при дворе австрийской императрицы Марии-Терезии. Жена Стормонта, немецко-саксонская дворянка по происхождению, помогла ему быть принятым высшим светом Вены.
В 1766 году Генриетта внезапно умерла в Вене в возрасте всего 29 лет. Ее смерть вызвала у Стормонта нервный срыв, и ему дали длительный отпуск, он даже забальзамировал ее сердце в золотой вазе и носил его повсюду, куда бы ни пошел (позже забрали в Сконе). У них была одна выжившая дочь Элизабет Мюррей, которую в конечном итоге воспитывали его дядя и его жена в Кенвуде.
Немецкий искусствовед Винкельман (с которым он познакомился в Риме в 1768 году) работал библиотекарем у тестя Стормонта (графа фон Бюнау). Он заметил, что Стормонт был «самым ученым человеком своего ранга, которого я когда-либо знал» .
С 1772 по 1778 год виконт Стормонт работал послом Великобритании в Париже . Во Франции он встретил королеву Марию-Антуанетту, с которой познакомился еще когда она была маленькой эрцгерцогиней при австрийском дворе. В память об их дружбе она подарила ему один из трех письменных столов Жана Анри Ризенера, ранее заказанных в ознаменование ее свадьбы. Мария-Антуанетта прозвала его «le bel Anglais», что означает «прекрасный английский». Французская знать ценила его за умный ум, доброе сердце и привлекательную внешность, которую он сохранил до среднего возраста.
Когда французское правительство тайно отправляло средства в Америку. Американцы построили фрегат в Амстердаме и еще один в Нанте. Французы также предоставили средства для снабжения американских крейсеров, заходивших в их порты. Все делалось максимально осторожно; но Стормонт, британский посол, имел шпионов во всех основных портах и был в курсе всех их действий.
Бенджамин Франклин писал виконту Стормонту в апреле 1777 года об обмене пленными, на что не получил удовлетворительного ответа, позднее часть пленных была обменена, но канал обмена не всегда был налажен.

## Дальнейшая карьера

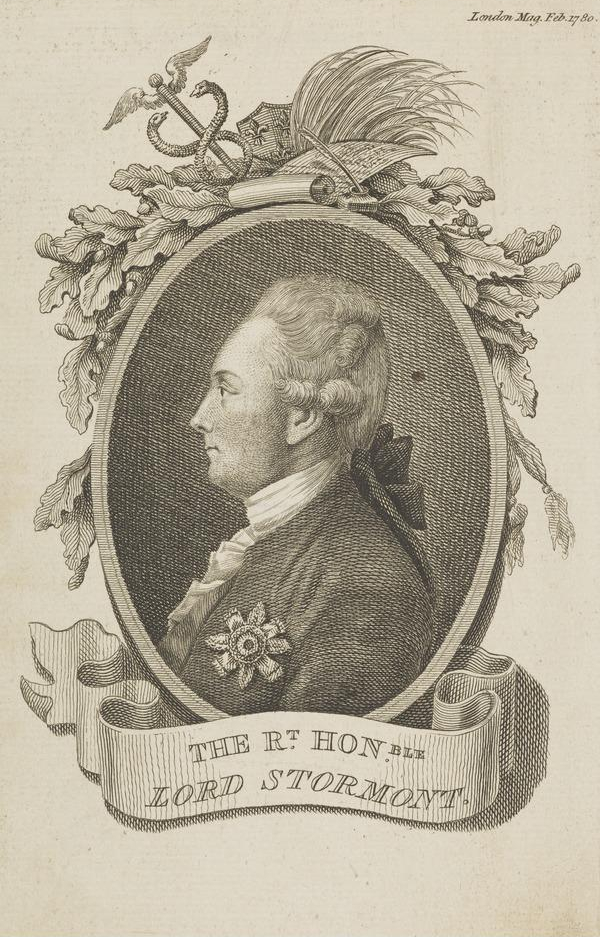
Дэвид Мюррей, виконт Стормонт, 1780 год

Виконт Стормонт занимал должности государственного секретаря Северного департамента (1779—1782), лорда-председателя Совета (1783, 1794—1796), лорда — генерального судьи (1778—1795). Член Тайного совета Великобритании (1763), кавалер Ордена Чертополоха (1768).
В 1778 году он купил Портленд-Плейс, 56 (позже переименованный в № 37), самый большой дом на улице, недавно построенный его другом герцогом Портлендом и Робертом Адамом .
Король Георг III сказал, что он был многим обязан виконту Стормонту, но так и не вознаградил его. Это отметила его подруга Мэри Гамильтон, которая сказала, что слово принца не может считаться надежным, но слово короля должно быть верным. Ибо он служил королю Георгу III в качестве чрезвычайного посланника более 20 лет (его многочисленные письма его величеству хранятся в Национальном архиве).

## Бунт лорда Гордона

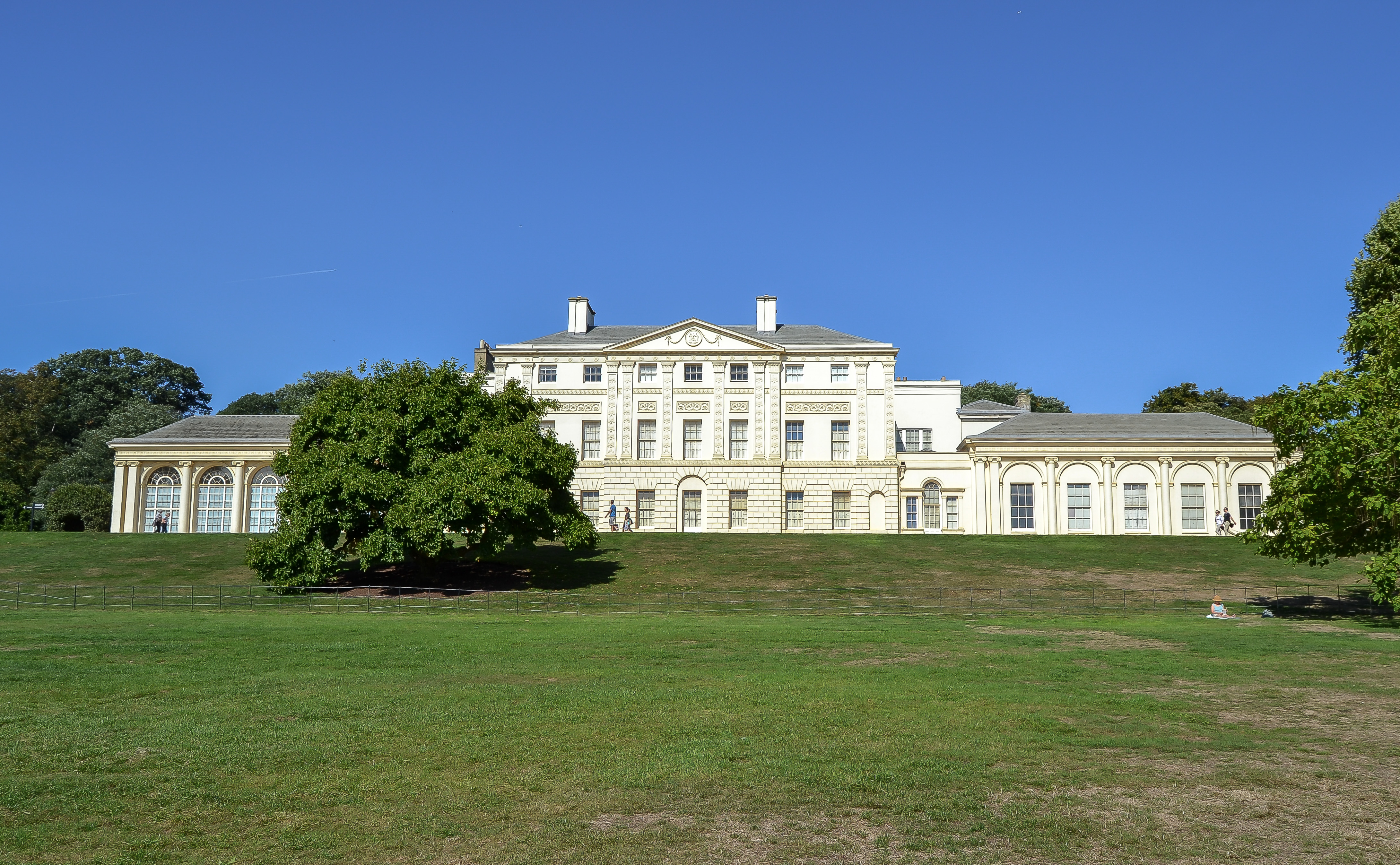
Кенвуд-хаус, Хэмпстед-Хит, Лондон. (Южный фасад)

Во время бунта лорда Гордона в 1780 году таунхаус его дяди лорда Мэнсфилда на Блумсбери-сквер был сожжен дотла. Сообщалось, что лорд Мэнсфилд, леди Мэнсфилд и его дочь леди Элизабет скрылись через черный ход. Одежда леди Мэнсфилд была сожжена вместе с драгоценной коллекцией книг лорда Мэнсфилда.
Но ходили слухи, что шестьдесят разъяренных бандитов также напали на Кенвуд-хаус, учитывая его непосредственную близость к Лондону. Виконт Стормонт написал королю Георгу III, что приказал отправить в Кенвуд легкую кавалерию. Мятежники подошли к Кенвуду с враждебными намерениями, но были остановлены бесплатным элем из близлежащей гостиницы «Испанец», при поддержке стюарда лорда Мэнсфилда, использовавшего вино из дома. Они успешно сдерживали толпу, пока вооруженные силы не прибыли, чтобы защитить дом.
Он знал не только, что Кенвуд-хаус однажды станет его, но и то, что его собственная дочь и сестры находились в страшной опасности, поскольку они все еще оставались в Кенвуде. Виконт Стормонт успешно спас Кенвуд, любимый дом своего дяди, от сожжения и разграбления.

## Второй граф Мэнсфилд

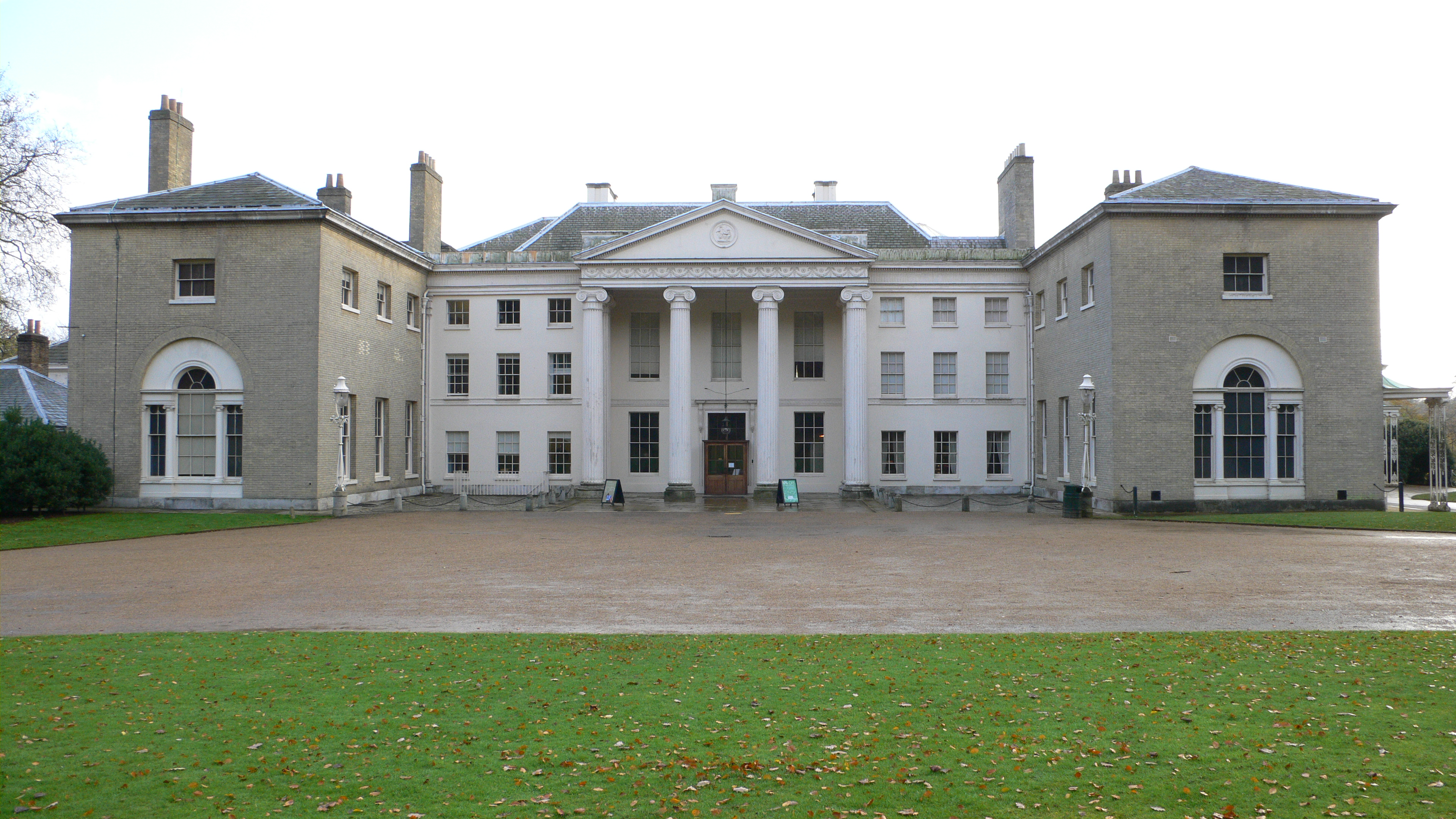
Кенвуд-хаус с новыми пристройками слева и справа (северный фасад)

20 марта 1793 года после смерти своего бездетного дяди, Уильяма Мюррея, 1-го графа Мэнсфилда, Дэвид Мюррей унаследовал титул 2-го графа Мэнсфилда (креация 1793 года). А его вторая жена Луиза получила титул 2-й графини Мэнсфилд (креация 1776 года). Он унаследовал Кенвуд-хаус своего дяди в лондонском районе Камден и все его имущество.
В марте 1794 года король Георг III посетил Кенвуд-хаус. Королева Шарлотта записала в своем дневнике, что его величество прогулялся и заинтересовался новой архитектурной пристройкой Кенвуда, созданной его другом, 2-м графом Мэнсфилдом.

## Смерть

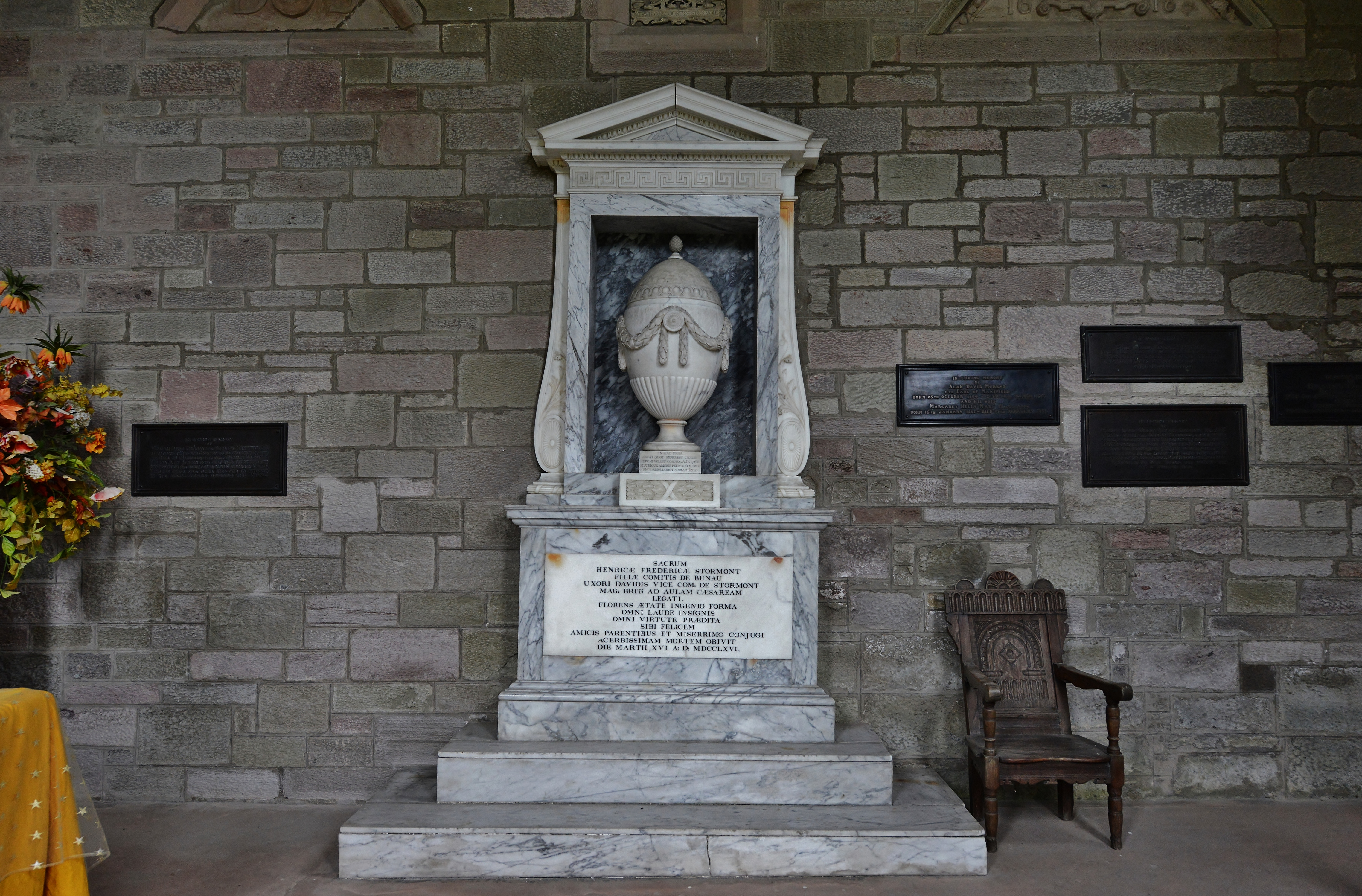
Мемориал графини Генриетты Фредерики и лорда Стормонта в Скунском дворце (надпись добавлена прямо у небольшого постамента под вазой)

Лорд Мэнсфилд скончался в сентябре 1796 года в Брайтоне. Ему наследовал его титулы его старший сын Дэвид Уильям Мюррей. Его второй сын, достопочтенный Джордж Мюррей, стал генерал-лейтенантом армии. Его четвертый сын, достопочтенный сэр Генри Мюррей, дослужился до генерала.
Графиня Мэнсфилд пережила мужа на 47 лет. Она снова вышла замуж за своего двоюродного брата, Достопочтенного Роберта Фулка Гревилла (1751—1824) в 1797 году. От второго брака у графини Мэнсфилд было трое детей. Леди Мэнсфилд умерла в июле 1843 года в возрасте 85 лет.

## Семья
Дэвид Мюррей был дважды женат. 16 августа 1759 года он женился на графине Генриетте Фредерике фон Бюнау (? — 10 марта 1766, Вена), дочери графа Генриха графа фон Бюнау (1697—1762). У них было две дочери:
- Леди Элизабет Мюррей (18 мая 1760 — 1 июня 1825), в 1785 году она вышла замуж за Джорджа Финч-Хэттона из Иствуэлла. Среди их детей был Джордж Уильям Финч-Хэттон, 10-й граф Уинчилси.
- Достопочтенная Генриетта Энн Мюррей (16 октября 1764 — ок. 1765)

5 мая 1776 года виконт Стормонт женился во второй раз на достопочтенной Луизе Кэткарт (ок. 1758 — 11 июля 1843), дочери Чарльза Кэткарта, 9-го лорда Кэткарта (1721—1776), и Джейн Гамильтон. Луиза была младше его на 30 лет, она также была племянницей сэра Уильяма Гамильтона. У супругов было пятеро детей:
- Дэвид Уильям Мюррей, 3-й граф Мэнсфилд (7 марта 1777 — 11 февраля 1840), старший сын и преемник отца.
- Генерал-лейтенант Достопочтенный Джордж Мюррей (1780—1848)
- Майор Достопочтенный Чарльз Мюррей (22 августа 1781 — 17 сентября 1859), который женился на Элизабет Лоу.
- Генерал сэр Генри Мюррей (август 1784 — 29 июля 1860), который женился на Эмили, дочери Жерара де Висме[10].
- Леди Кэролайн Мюррей (1789 — 21 января 1867), незамужняя.

## Представление в СМИ
- Питер Хадсон сыграл лорда Стормонта в сериале BBC «Мария-Антуанетта» (2022)[11].
- Джон Холлингворт сыграл лорда Стормонта в мини-сериале Apple TV + «Франклин» (2024)[12].